# Gonomyia (Gonomyia) matsya
Gonomyia (Gonomyia) matsya is een tweevleugelige uit de familie steltmuggen (Limoniidae). De soort komt voor in het Oriëntaals gebied.